# البنك الأول
البنك الأول بنك سابق في السعودية، انتهت أعماله في يوم الأحد 14 مارس 2021، بعد اكتمال الاندماج مع بنك ساب.

## التاريخ
البنك الأول، كان يعرف سابقاً (البنك السعودي الهولندي)،  والذي يعد أول بنك في المملكة، يوفر المنتجات والخدمات المالية للشركات الرائدة في المملكة، بدءاً من الشركات الكبرى وحتى الشركات الصغيرة السريعة النمو. كما يعمل البنك على بناء سمعة قوية في مجال مصرفية الأفراد. كما يجذب البنك أيضاً المهارات الأخرى لمساعدة العملاء على إدارة أصولهم المالية وتطوير أعمالهم. بدءاً بإدارة قوية للأصول الاستثمارية وتداول الأسهم وتمويل متوافق مع الشريعة الإسلامية والأوراق المالية والخدمات المصرفية الاستثمارية، يقدم البنك الأول لعملائه إمكانية الوصول إلى الخبرات الممتازة والمشورة التي تساعدهم على تلبية أهدافهم المالية.

## اندماج بنكي ساب والأول
شهد يوم الأحد 14 مارس 2021، اكتمال الاندماج التاريخي بين بنكي ساب والأول، حيث تم دمج جميع المنتجات والخدمات لجميع العملاء. ومنذ الاندماج القانوني في يونيو 2019، شهد الاندماج مراجعة كل جانب من جوانب أعمال البنكين لمعرفة أفضل المزايا، واستثمار الفرص لتقديم عرض أكثر تنافسية.

## نبذة
كان يعمل في البنك الأول قبل اندماجه مع بنك ساب 1,691 موظف وموظفة وتصل نسبة السعودة إلى 88% وله 60 فرعاً، وأكثر من 500 جهاز صراف آلي

## العمليات
كان البنك الأول عمل بثلاثة قطاعات رئيسية هي: الخدمات المصرفية للشركات، الخدمات المصرفية للأفراد وخدمات الخزينة. بالإضافة إلى ذلك، يقدم البنك خدمات الوساطة وإدارة الأصول والخدمات الاستثمارية من خلال الشركة التابعة «السعودي الهولندي المالية».

### الأقسام الرئيسية
الخدمات المصرفية للشركات: حدد البنك الأول جزئين داخل المجموعة المصرفية للشركات الرامية إلى تركيز علاقاتها مع العملاء الأساسيين. تعمل الخدمات المصرفية للشركات مع الشركات المتوسطة، بينما تعمل مصرفية المؤسسات مع الشركات الكبيرة.
الخدمات المصرفية للأفراد:عمل البنك الأول على تعميق العلاقات مع العملاء من الأفراد وعملاء مصرفية الشركات الصغيرة والمتوسطة من خلال التركيز على الجمع بين نهج الخدمة بكفاءة وفعالية مع تطوير المنتجات والقنوات المبتكرة.
الخزينة والخدمات الأخرى: كما يجذب البنك أيضاً المهارات الأخرى لمساعدة العملاء على إدارة أصولهم المالية وتطوير أعمالهم. بدءاً بإدارة قوية للأصول الاستثمارية وتداول الأسهم وتمويل متوافق مع الشريعة الإسلامية والأوراق المالية والخدمات المصرفية الاستثمارية، يقدم البنك الأول لعملائه إمكانية الوصول إلى الخبرات الممتازة والمشورة التي تساعدهم على تلبية أهدافهم المالية.

### الشركات التابعة
- محفظة الاول الرقمية  - محفظة السعودي الهولندي الرقمية سابقاً– تشارك كوكيل في مجال وساطة البطاقات، وإدارة الأصول وتمويل الشركات والاستشارات الاستثمارية، بما في ذلك الترتيبات وأسواق رأس المال (الاكتتابات وقضايا الحقوق) والديون لأسواق رأس المال والترتيبات (صكوك وسندات إصدار)
- شركة الاول تكافل تعاوني - وكالة السعودي الهولندي للتامين سابقاً- مملوكة بالكامل للبنك وتعمل في مجال التأمين المصرفي مع أنشطة التأمين المرخصة.
- صندوق الاول ريت  الفندقي - المملوكة بالكامل وتعمل من خلال تسجيل سندات الملكية العقارية
- الشركة العربية للتكافل - ويمتلك البنك نسبة 20٪ من أسهم الشركة

### الفروع وأجهزة الصراف الآلي والخدمات المصرفية الإلكترونية
يمتلك البنك الأول 502 جهاز صراف آلي، وسبعة مراكز الخدمات المصرفية للأعمال، و51 فرعاً في جميع أنحاء المملكة، والتي تتضمن 16 قسم للسيدات وذلك بالتعاون مع شركة أبانا المتخصصة في خدمات البنوك المساندة. يقدم البنك أيضاً خدمات للعملاء ذوي الملاءة من خلال مراكز الخدمات المصرفية المميزة، والتي تعكس أسلوب حياتهم وتطلعاتهم. كما يقدم البنك عدداً كبيراً من الخدمات المصرفية عبر الإنترنت، والهاتف المصرفي، وأجهزة الصراف الآلي. كما أطلق مؤخراً تطبيق المصرفية عبر الهاتف المحمول لكلٍ من الهواتف الذكية الآي فون والأندرويد.

## المسؤولية الاجتماعية
سياسة المسؤولية الاجتماعية في البنك تضمن أن نهجه في ممارسة الأعمال التجارية يحترم مسؤوليات أوسع تجاه جميع أصحاب المصلحة ويجلب منافع اقتصادية وثقافية للمملكة. الأهداف المحددة للسياسة هي:
- ضمان أن أعمال البنك والغرض الاقتصادي يشتمل على المشاركة الاجتماعية الواسعة التي تعود بالفائدة على الموظفين والعملاء والمساهمين، وكذلك المجتمعات المحلية والوطنية
- إنشاء قيمة مستدامة للبنك وجميع أصحاب المصلحة من خلال المبادرات المخطط لها والقابلة للقياس
- اتخاذ دور رئيسي في خلق فرص العمل وتعزيز فرص العمل للأفراد
- تشجيع ودعم الابتكار في الشركات من جميع الأحجام وفي المؤسسات التعليمية في جميع أنحاء المملكة

يلتزم بنك السعودي الأول في دعم المبادرات الرامية إلى تحقيق التنمية الشاملة المستدامة ويسره أن يكون شريكاً في البرامج الأكاديمية مايكروسوفت التي تم تصميمها لزراعة الإبداع والابتكار الطالب في المملكة العربية السعودية. للسنة الثالثة على التوالي، وأتخذ البنك دوراً رائداً مع مايكروسوفت العربية في لخدمة المجتمع من خلال البرامج المبتكرة التي تمكن الشباب السعودي من تقديم مساهمة حيوية في تحول المملكة إلى مجتمع قائم على المعرفة حيث تلعب تكنولوجيا المعلومات الدور الرائد.

## تاريخ البنك والجوائز

### تاريخ البنك
- 1926م: الشركة التجارية الهولندية تفتتح أول مكتب لها في مدينة جدة عام 1926م.
- 1927م: أكثر من 52 ألف حاج يصلون إلى ميناء جدة من جزر الهند الشرقية لأداء فريضة الحج في الديار المقدسة.
- 1928م: المساهمة في صك أول عملة نقدية من الريال السعودي.
- 1930م: الشركة التجارية الهولندية تمول استيراد سيارات فورد إلى المملكة.
- 1931م: البنك يفتتح أول فرع له في مكة المكرمة، تحت إدارة السيد حسين العطاس.
- 1933م: تلقى الصفقة النفطية الأولى بين المملكة العربية السعودية وشركة ستاندرد أويل
- 1990م: قام البنك الأول بتركيب أول جهاز صرف آلي في مطار الظهران بالدمام.
- 1990م: تبنى البنك في ذلك العام شعارا جديدا له.
- 1994م: أول بنك أجنبي يصبح أغلبيته ملكية سعودية.
- 1995م: أدخل البنك أجهزة ووسائل تقنية حديثة لتداول الأسهم.
- 1999م: البنك الأول يفتتح أول فرع نسائي متكامل في الرياض. وتماشياً مع السياسات التي يعتمدها البنك فإن هناك إستراتيجية واضحة لاستقطاب العنصر النسائي المؤهل للانضمام إلى القوى العاملة للبنك دون المساس بقيم مجتمعنا السعودي.
- 2003م: البنك يصدر أول بطاقة ائتمانية بشريحة ذكية في المملكة.
- 2005م: البنك الأول يقود «كونسورتيوم» من ثماني بنوك لتمويل مشروع جسر الجمرات الجديد في مكة المكرمة بقيمة 1.5 مليار ريال سعودي.
- 2006م: البنك يتبنى هوية جديدة.
- 2008م: أول إصدار صكوك المرابحة في التمويل الإسلامي
- 2009م: أول بنك يطلق في فروعه تقنية TCR
- 2012م: يفتتح البنك أول مركز لمصرفية الأعمال لخدمة قطاع المنشآت الصغيرة والمتوسطة.
- 2013م: يوقع البنك اتفاقية التمويل الإضافي مع صندوق التنمية العقارية، لمساعدة المواطنين في الحصول على تمويل بقيمة أعلى بالإضافة لقرض الصندوق.
- 2017م: افتتاح أول فرع رقمي (ابدأ) بالنخيل مول.
- 2023م: طرح صكوك رأس مال إضافي من الشريحة الأولى مقوّمة بالريال السعودي، وتبلغ قيمة الطرح 4 مليارات ريال[6]

### جوائز البنك
- 2013 جائزة أفضل مجموعة مصرفية في المملكة من مجلة «وورلد فاينانس»
- 2013 جائزة التميز في الخدمات المصرفية للشركات في الشرق الأوسط من قبل جوائز "IAIR".
- 2013 جائزة أفضل بنك للمؤسسات الصغيرة والمتوسطة في المملكة العربية السعودية من قبل منظمة كبياتال فاينانس إنترناشونل CFI.
- 2013 جائزة أفضل حساب أعمال وجائزة أفضل خدمة عملاء من مجلة بانكر ميديل إيست.
- 2013 جائزة أفضل تمويل عقاري في معرض جدة للعقار والتمويل والإسكان «جركس».

## أعضاء مجلس الإدارة
الأعضاء الحاليين لمجلس إدارة البنك:
- المهندس مبارك عبدالله الخفرة: رئيس المجلس
- السيدة لبنى العليان: نائب رئيس المجلس
- الدكتور بيرند فان ليندر: العضو المنتدب
- الأستاذ سليمان بن عبد الله القاضي: عضو
- الأستاذ عبد الهادي علي شايف: عضو
- الأستاذ يان كوبمان: عضو
- الأستاذ إياد عبد الرحمن الحسين: عضو
- الأستاذ خافير مالدونادو: عضو
- الأستاذ أحمد العولقي: عضو
- الأستاذ سورين كرينغ نيكولاجسن عضو

## أعضاء الهيئة الشرعية للبنك
- الشيخ عبد الله بن سليمان المنيع
- الشيخ الدكتور محمد بن علي القري
- الشيخ الدكتور عبد الله بن عبد العزيز المصلح

## وصلات خارجية
- الموقع الرسمي